# یسنتوکی
شهر یسنتوکی (به روسی: Ессентуки) در کشور روسیه و در کرای استاوروپول واقع شده‌است.